# Fußball-Bezirksliga Suhl
Die DDR-Bezirksliga Suhl war eine von fünfzehn drittklassigen Fußball-Bezirksligen auf dem Gebiet des DFV im Bezirk Suhl.

## Geschichte
1952 wurden durch eine Verwaltungsreform in der DDR die bisherigen fünf Länder aufgelöst, an ihrer Stelle traten 14 Bezirke und Ost-Berlin. Daraufhin löste der DFV die Fußball-Landesligen auf und gründete die 15 Bezirksligen als dritte Spielklasse im Ligasystem. Die Vereine aus der Fußball-Bezirksliga Suhl spielten vorher überwiegend in der Fußball-Landesklasse Thüringen 1948–1952.
Die Bezirksliga Suhl wurde im Rundenturnier ausgetragen. In den ersten vier Spielzeiten spielten zehn bis zwölf Mannschaften, danach mit 14 Mannschaften um die Bezirksmeisterschaft. Nach Einführung der II. DDR-Liga 1955 war die Bezirksliga Suhl nur noch viertklassig. Ab der Spielzeit 1960/61 wurde die Bezirksmeisterschaft in zwei Staffeln zu je 14 Mannschaften ausgetragen. Mit Auflösung der II. DDR-Liga 1963 waren die Bezirksligen fortan wieder drittklassig. Ab 1966/67 wurde die Bezirksliga wieder in einer Gruppe mit 14 Mannschaften ausgetragen. Die Spielzeiten 1980/81 bis 1983/84 waren wiederum zweigleisig mit je 14 Mannschaften, wo in zwei Finalspielen die Staffelsieger den Bezirksmeister ermittelten. Ab der Saison 1984/85 wurde die Bezirksliga wieder eingleisig mit einer Anzahl von 16 teilnehmenden Mannschaften fortgeführt und mit der Saison 1990/91 mit zehn Mannschaften beendet.
Nach der Wiedervereinigung Deutschlands wurde auf einem Außerordentlichen Verbandstag am 20. November 1990 in Leipzig die Auflösung des DFV beschlossen. Mit der Saison 1990/91 wurde die Fußball-Thüringenliga gegründet und die Bezirksliga Suhl wurde für eine Spielzeit viertklassig und 1991 aufgelöst.
Rekordmeister der Bezirksliga Suhl ist die BSG Empor/Chemie Ilmenau welche die Bezirksmeisterschaft achtmal gewinnen konnte.

## Bezirksligameister
| Saison  | Meister | Staffelsieger bei Zweigleisigkeit                                            |
| ------- | --- | ---------------------------------------------------------------------------- |
| 1952/53 | BSG Empor Ilmenau |                                                                              |
| 1953/54 | BSG Motor Oberlind (Aufsteiger in die DDR-Liga)                                                                                               |                                                                              |
| 1954/55 | BSG Einheit Sonneberg |                                                                              |
| 1955    | BSG Motor Sonneberg (Sieger der Übergangsrunde)                                                                                               |                                                                              |
| 1956    | BSG Motor Steinach (Aufsteiger in die II. DDR-Liga)                                                                                           |                                                                              |
| 1957    | BSG Motor Suhl (Meister) BSG Motor Sonneberg (Vizemeister) BSG Aktivist Kali Werra Tiefenort (3. Platz) (alle Aufsteiger in die II. DDR-Liga) |                                                                              |
| 1958    | BSG Motor Breitungen (Aufsteiger in die II. DDR-Liga)                                                                                         |                                                                              |
| 1959    | BSG Motor Neuhaus-Schierschnitz (Aufsteiger in die II. DDR-Liga)                                                                              |                                                                              |
| 1960    | BSG Lokomotive Meiningen (Aufsteiger in die II. DDR-Liga)                                                                                     | Staffel 1: BSG Empor Ilmenau Staffel 2: BSG Lokomotive Meiningen             |
| 1961/62 | BSG Motor Veilsdorf (Aufsteiger in die II: DDR-Liga)                                                                                          | Staffel 1: BSG Motor Veilsdorf Staffel 2: BSG Motor Breitungen               |
| 1962/63 | BSG Motor Breitungen | Staffel 1: BSG Motor Oberlind Staffel 2: BSG Motor Breitungen                |
| 1963/64 | BSG Empor Ilmenau | Staffel 1: BSG Empor Ilmenau Staffel 2: BSG Aktivist Kali Werra Tiefenort    |
| 1964/65 | ASG Vorwärts Meiningen (Aufsteiger in die DDR-Liga)                                                                                           | Staffel 1: BSG Motor Veilsdorf Staffel 2: ASG Vorwärts Meiningen             |
| 1965/66 | BSG Aktivist Kali Werra Tiefenort | Staffel 1: BSG Motor Suhl Mitte Staffel 2: BSG Aktivist Kali Werra Tiefenort |
| 1966/67 | BSG Aktivist Kali Werra Tiefenort |                                                                              |
| 1967/68 | BSG Aktivist Kali Werra Tiefenort (Aufsteiger in die DDR-Liga)                                                                                |                                                                              |
| 1968/69 | ASG Vorwärts Meiningen II |                                                                              |
| 1969/70 | ASG Vorwärts Meiningen II |                                                                              |
| 1970/71 | BSG Motor Suhl (Meister) BSG Lokomotive Meiningen (Vizemeister) (beide Aufsteiger in die DDR-Liga)                                            |                                                                              |
| 1971/72 | BSG Chemie Glas Ilmenau (Aufsteiger in die DDR-Liga)                                                                                          |                                                                              |
| 1972/73 | BSG Motor Suhl (Aufsteiger in die DDR-Liga)                                                                                                   |                                                                              |
| 1973/74 | BSG Aktivist Kali Werra Tiefenort (Aufsteiger in die DDR-Liga)                                                                                |                                                                              |
| 1974/75 | BSG Motor Veilsdorf (Aufsteiger in die DDR-Liga)                                                                                              |                                                                              |
| 1975/76 | BSG Chemie IW Ilmenau (Aufsteiger in die DDR-Liga)                                                                                            |                                                                              |
| 1976/77 | BSG Aktivist Kali Werra Tiefenort II (Meister) BSG Motor Steinach (Vizemeister) (Steinach ist Aufsteiger in die DDR-Liga)                     |                                                                              |
| 1977/78 | BSG Chemie IW Ilmenau (Aufsteiger in die DDR-Liga)                                                                                            |                                                                              |
| 1978/79 | BSG Motor Schmalkalden (Aufsteiger in die DDR-Liga)                                                                                           |                                                                              |
| 1979/80 | BSG Motor Steinach (Aufsteiger in die DDR-Liga)                                                                                               |                                                                              |
| 1980/81 | BSG WK Schmalkalden (Aufsteiger in die DDR-Liga)                                                                                              | Staffel 1: BSG ESKA Hildburghausen Staffel 2: BSG WK Schmalkalden            |
| 1981/82 | BSG Motor Steinach (Aufsteiger in die DDR-Liga)                                                                                               | Staffel 1: BSG Motor Steinach Staffel 2: ASG Vorwärts Bad Salzungen          |
| 1982/83 | BSG WK Schmalkalden (Aufsteiger in die DDR-Liga)                                                                                              | Staffel 1: BSG ESKA Hildburghausen Staffel 2: BSG WK Schmalkalden            |
| 1983/84 | BSG Lokomotive Meiningen | Staffel 1: BSG Stahlbau Geschwenda Staffel 2: BSG Lokomotive Meiningen       |
| 1984/85 | BSG Chemie IW Ilmenau (Aufsteiger in die DDR-Liga)                                                                                            |                                                                              |
| 1985/86 | BSG Aktivist Kali Werra Tiefenort (Aufsteiger in die DDR-Liga)                                                                                |                                                                              |
| 1986/87 | BSG Lokomotive Meiningen |                                                                              |
| 1987/88 | BSG Chemie IW Ilmenau |                                                                              |
| 1988/89 | BSG Chemie IW Ilmenau (Aufsteiger in die DDR-Liga)                                                                                            |                                                                              |
| 1989/90 | BSG Aktivist Kali Werra Tiefenort (Aufsteiger in die DDR-Liga)                                                                                |                                                                              |
| 1990/91 | BSG Motor Steinbach-Hallenberg (Aufsteiger in die Thüringenliga)                                                                              |                                                                              |